# Třída Andrea Doria
Třída Andrea Doria byla třída bitevních lodí Italského královského námořnictva z období první světové války. Celkem byly postaveny dvě jednotky této třídy. Ve službě byly v letech 1915–1956. V meziválečné době byly výrazně modernizovány a nasazeny za druhé světové války. Po válce to byly jediné dvě bitevní lodě, které si Italské námořnictvo mohlo ponechat. Vyřazeny byly roku 1956.

## Pozadí vzniku

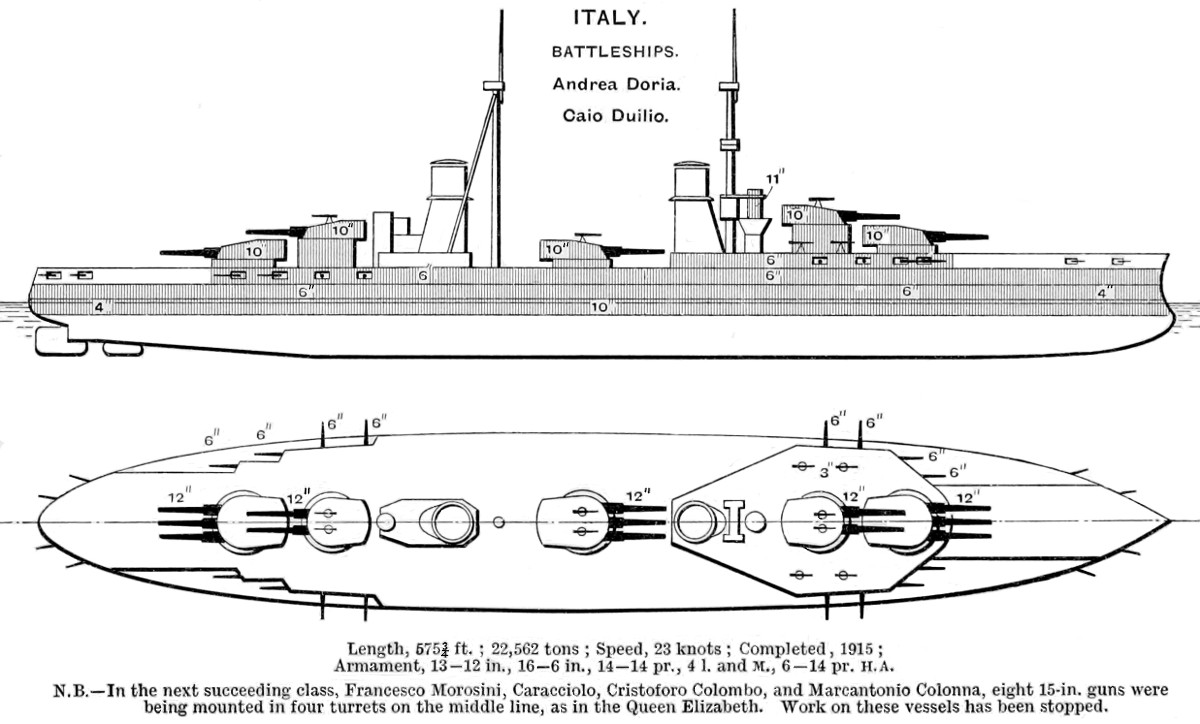
Schéma rozmístění hlavní výzbroje po dokončení

Do stavby dreadnoughtů, nové kategorie bitevních lodí, vzniklé nedlouho před první světovou válkou, se zapojila rovněž Itálie. Prvním plavidlem nové kategorie se stala bitevní loď Dante Alighieri, na kterou navázala stavba tří vylepšených jednotek třídy Conte di Cavour. Vrcholem stavby italských předválečných dreadnoughtů se staly dvě jednotky třídy Andrea Doria. Konstrukce vycházela z předchozí třídy Conte di Cavour, od které se odlišovaly umístěním předních a zadních dělových věží blíže k sobě (A, B a X, Y) a prostřední dělová věž (Q) byla o úroveň níž na hlavní palubě. 
Dreadnought Caio Duilio byl do služby zařazen v květnu 1915 a druhá jednotka Andrea Doria ho následovala v březnu 1916. Po nich již měly následovat značně odlišné superdreadnoughty třídy Caracciolo, jejichž stavbu ale ukončilo vypuknutí války.
První světovou válku obě lodě přečkaly a když byl na poválečné Washingtonské konferenci omezen výtlak italských bitevních lodí, země si ponechala svá nejmodernější plavidla, včetně obou jednotek třídy Andrea Doria. Protože byla stavba nových lodí omezena, byly obě v letech 1937–1940 modernizovány.
Jednotky třídy Andrea Doria:
| Jméno        | Loděnice               | Založení kýlu   | Spuštěna        | Vstup do služby | Poznámka      |
| ------------ | ---------------------- | --------------- | --------------- | --------------- | ------------- |
| Andrea Doria | Arsenale di La Spezia  | 24. března 1912 | 30. března 1913 | 13. června 1916 | vyřazena 1956 |
| Caio Duilio  | Castellamare di Stabia | 24. února 1912  | 24. dubna 1913  | 10. května 1915 | vyřazena 1956 |

## Konstrukce

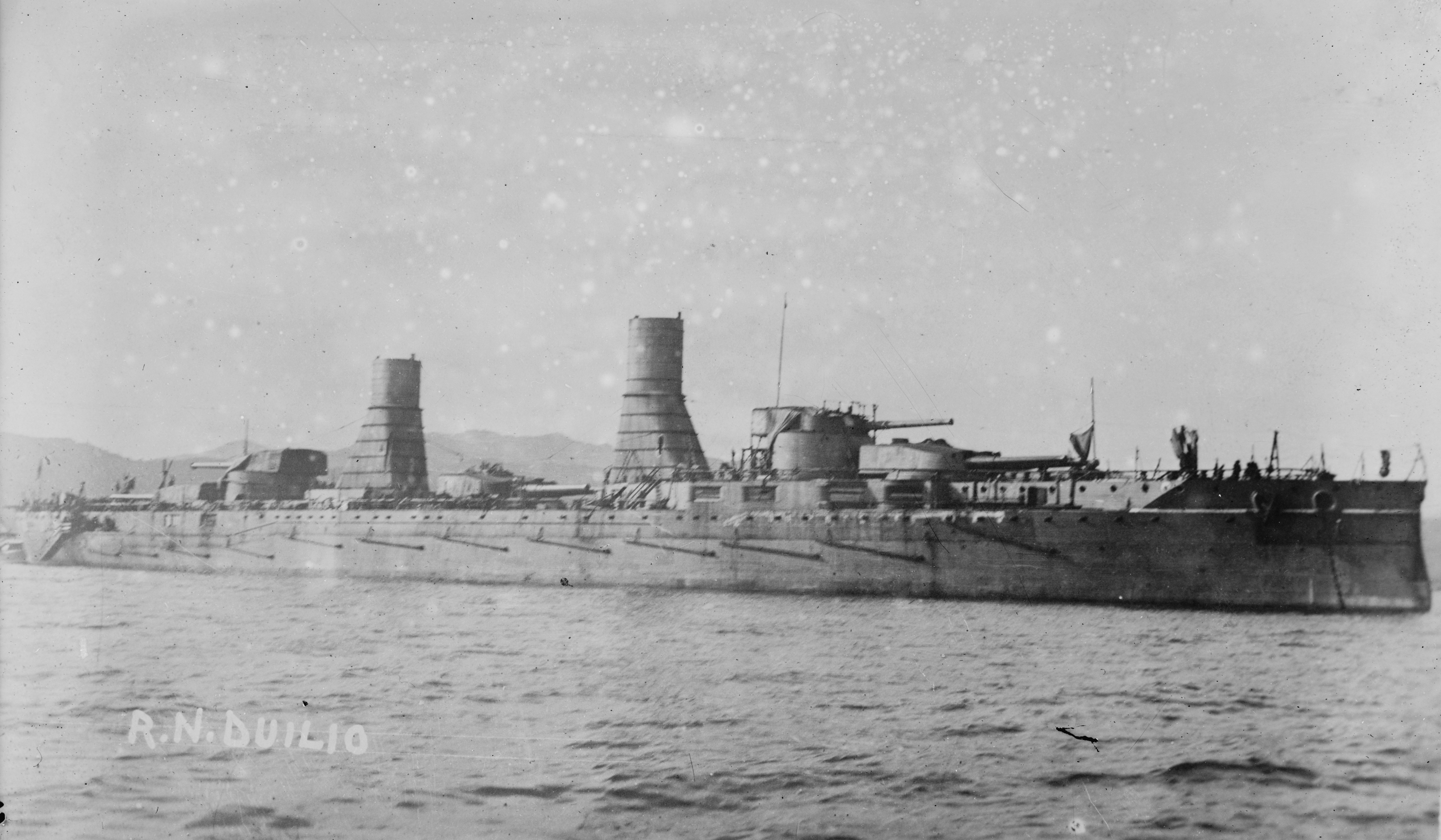
Caio Duilio během stavby

Hlavní výzbroj tvořilo třináct 305mm kanónů umístěných ve dvou dvoudělových a třech třídělových věžích. Šestnáct 152m kanónů sekundární ráže bylo umístěno v kasematech, lehkou výzbroj představovalo osmnáct 76mm kanónů a lodě též nesly tři pevné torpédomety.

### Modernizace
Na konci 30. let byly obě bitevní lodě výrazně modernizovány. Jejich trup byl prodloužen. Modernizovaný pohonný systém tvořilo osm kotlů a dvě turbíny, roztáčející nyní již jen dva lodní šrouby. Rychlost dosahovala 27 uzlů. Změnilo se rovněž složení výzbroje. Prostřední dělová věž byla odstraněna a zbylých deset děl bylo nahrazeno novými ráže 320 mm. Vnější věže měly po třech kanónech a vnitřní po dvou. Odstraněny byly rovněž kasematové kanóny a nahradily je čtyři třídělové věže se 135mm kanóny. Deset 90mm protiletadlových kanónů se nacházelo v jednodělových věžích, situovaných na obě strany trupu ve středu lodě. Lehkou výzbroj tvořilo patnáct 37mm kanónů a šestnáct 20mm kanónů. Pancéřovou ochranu trupu pod čárou ponoru posílila instalace deformačního válcového systému Pugliese.

## Operační nasazení

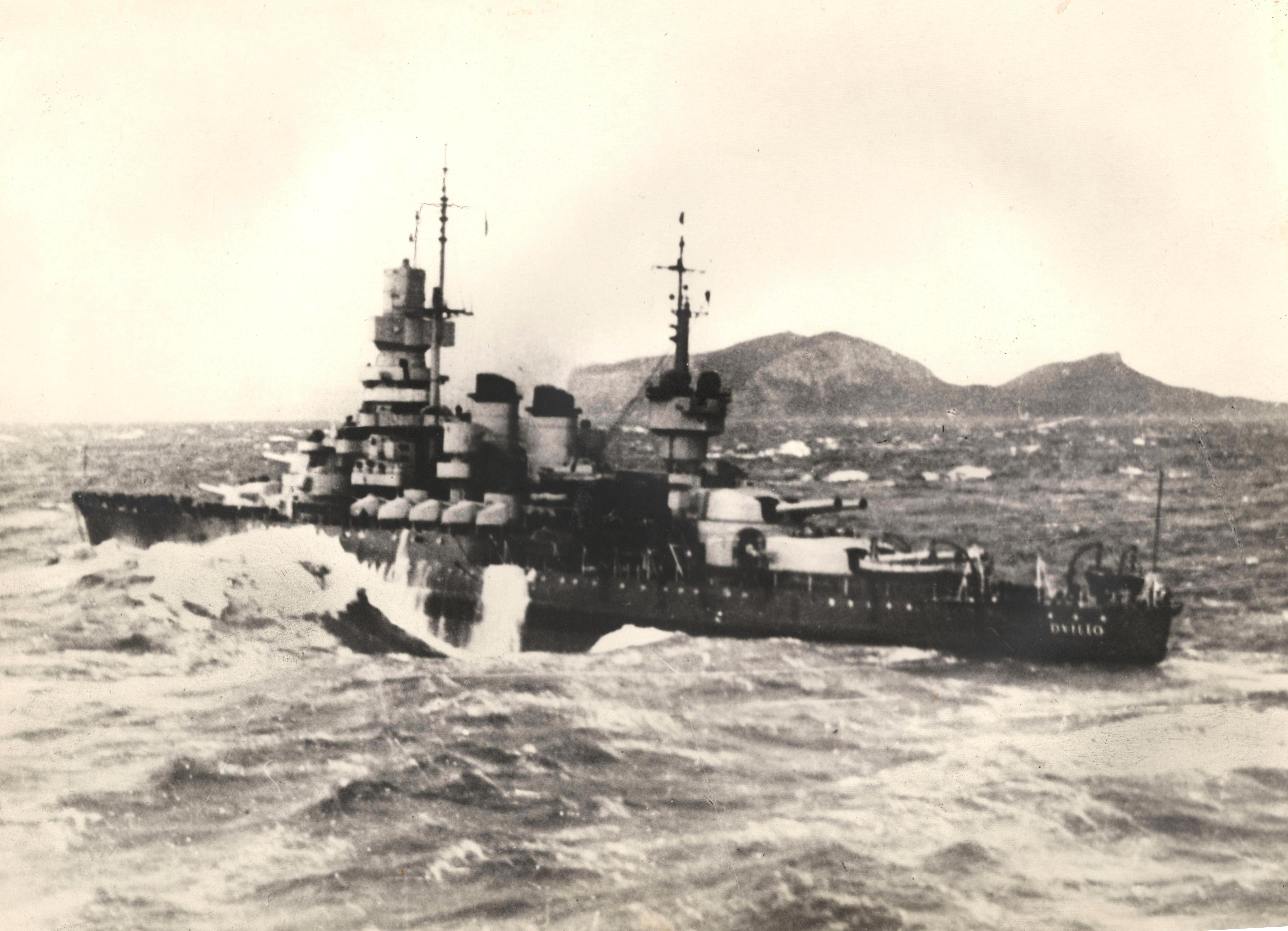
Caio Duilio po modernizaci

V první světové válce nebyly obě lodě nasazeny do žádné významnější akce. Caio Duilio byl 11. listopadu 1940 poškozen leteckým torpédem při útoku na Tarent a musel být šest měsíců opravován. V březnu 1942 byla zahájena jeho další modernizace, která ale nebyla dokončena do italské kapitulace. Pod svou kontrolu Itálie obě lodě dostala v roce 1944.
Poválečnému italskému námořnictvu byly ponechány a do svého vyřazení v roce 1956 sloužily jako velitelská a cvičná plavidla. Během několika dalších let byly sešrotovány.